# IC 5175
IC 5175 ist eine Spiralgalaxie vom Hubble-Typ Sab im Sternbild Kranich am Südsternhimmel. Sie ist schätzungsweise 482 Millionen Lichtjahre von der Milchstraße entfernt.
Das Objekt wurde im Jahr 1899 von DeLisle Stewart entdeckt.